# Darryl Sharpton
(en) Statistiques sur pro-football-reference
Darryl Sharpton (né le 22 janvier 1988 à El Portal) est un joueur américain de football américain. Il joue actuellement avec les Texans de Houston.

## Enfance
Sharpton étudie à la Coral Grables High School. En 2003, il effectue 110 tacles et retourne une interception en touchdown. Lors de sa dernière année, en 2004, il fait quatre-vingt-seize tacles, deux interceptions et bloque quatre punts.

## Carrière

### Université
Après avoir fait une saison 2005 vierge (redshirt), il fait les douze matchs de la saison 2006 dont cinq comme titulaire, taclant à quarante-et-une reprises et un sack. En 2007, il débute cinq matchs sur onze et fait cinquante-sept tacles. Pour la saison 2008, il effectue cinquante-huit tacles et fait un sack. Pour sa dernière saison universitaire, il fait 106 tacles et retourne une interception en touchdown et provoque un fumble.

### Professionnel
Darryl Sharpton est sélectionné au quatrième tour du draft de la NFL de 2010 par les Texans de Houston au 102e choix. Pour sa première saison en professionnel (rookie), il joue douze matchs dont six comme titulaire et fait un sack ainsi que treize tacles.

## Famille
Darryl est le neveu de Al Sharpton.